# Ювілейний парк (Кривий Ріг)
Ювілейний — парк у Довгинцівському районі міста Кривого Рогу (Дніпропетровська область, Україна).

## Опис
Парк Ювілейний — одна з найбільших рекреаційних зон Кривого Рогу, улюблене місце мешканців району та міста. У святкові дні тут відбуваються концерти, виставки, ярмарки та спортивні змагання .
Парк знаходиться у Довгинцівському районі, поблизу межі з Металургійним районом, що проходить по вулиці Олександра Васякіна. Територія парку обмежена вулицями Олександра Васякіна, Героїв АТО, Петра Дорошенка та Соборності. На парк виходить вулиця Віталія Матусевича. На території парку по вулиці Соборності знаходиться зупинка громадського транспорту «Дитяча лікарня № 2», ходять трамваї № 1, 2, 5, 7, 9, 14 та маршрутні таксі № 15, 205, 206, 264, 265, 286.
На території парку розташовано:
- Замок, збудований 1987 року
- пам'ятник генералу армії, Герою Радянського Союзу, Василю Пилиповичу Маргелову (встановлений у 2011 році)
- пам'ятник солдатам, загиблим в Афганістані (відкрито 17 лютого 2002)
- пам'ятник прикордонникам
- храм-каплиця на честь ікони Божої Матері «Стягнення загиблих»[2][3], будівництво якої почалося 2007 року
- три дитячі майданчики
- спортивний майданчик SPORTMIX
- Кафе «Соллі»
- паркова скульптура «Ейфелева вежа»
- прокат веломобілів
- майданчик для вигулу собак
- громадська вбиральня

## Історія
Парк Ювілейний було створено 1975 року, але довгий час він не мав розвитку. Поворотним моментом для парку стала друга половина 1980-х років, коли там було зведено будівлю, стилізовану під середньовічну фортецю, яка стала однією з цікавинок міста Кривого Рогу. Навколо фортеці було облаштовано великий дитячий майданчик з багатометровими металевими фігурами тварин, а також макетами космічних апаратів. У цей час парк Ювілейний активно використовувався для проведення різноманітних заходів на районному рівні, тут ставилася головна новорічна ялинка Довгинцівського району.
У 1990-х роках парк не розвивався і перебував у дещо занедбаному стані. Для проведення районних свят його вже не використовували.
На початку 2000-х у парку було збудовано вежу для тренування парашутистів клубу «Юний авіатор», що знаходиться поблизу.
17 лютого 2002 року у парку було відкрито пам'ятник солдатам, загиблим в Афганістані, роботи відомого криворізького скульптора Олександра Васякіна. Навколо пам'ятника було облаштовано невелику площу і алею.
Поблизу пам'ятника було вирішено збудувати церкву, також присвячену пам'яті загиблих у війні в Афганістані. Під забудову було віддано частину парку. Будівництво тривало у 2007—2011 роках. На території храмового двору були встановлені меморіальні плити «Загиблі сини Дніпропетровщини», де зазначені імена загиблим у локальних війнах в Афганістані, Анголі, Кубі, Лівані, Іраку, Югославії тощо.
Після освячення храму у 2011 році поблизу нього було встановлено погруддя генерала армії Василя Пилиповича Маргелова. 2013 року навпроти нього було встановлено пам'ятник прикордонникам з мапою Радянського Союзу, що викликало незадоволення деяких місцевих активістів.
2011 року до річниці визволення України у парку було висаджено 100 молодих кленів.

Галерея пам'ятників і пам'яток
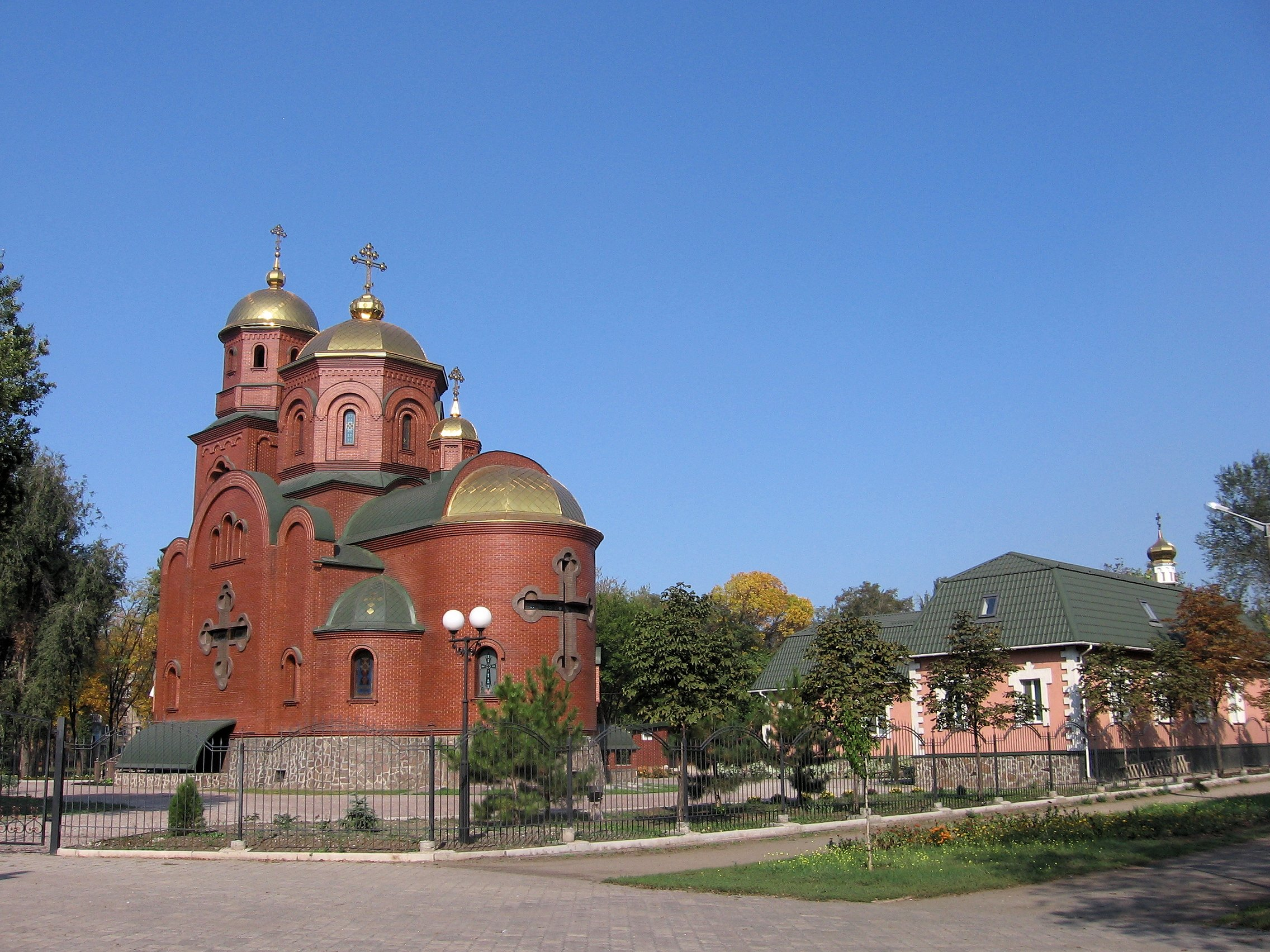
Храм ікони Божої Матері "Стягнення загиблих"
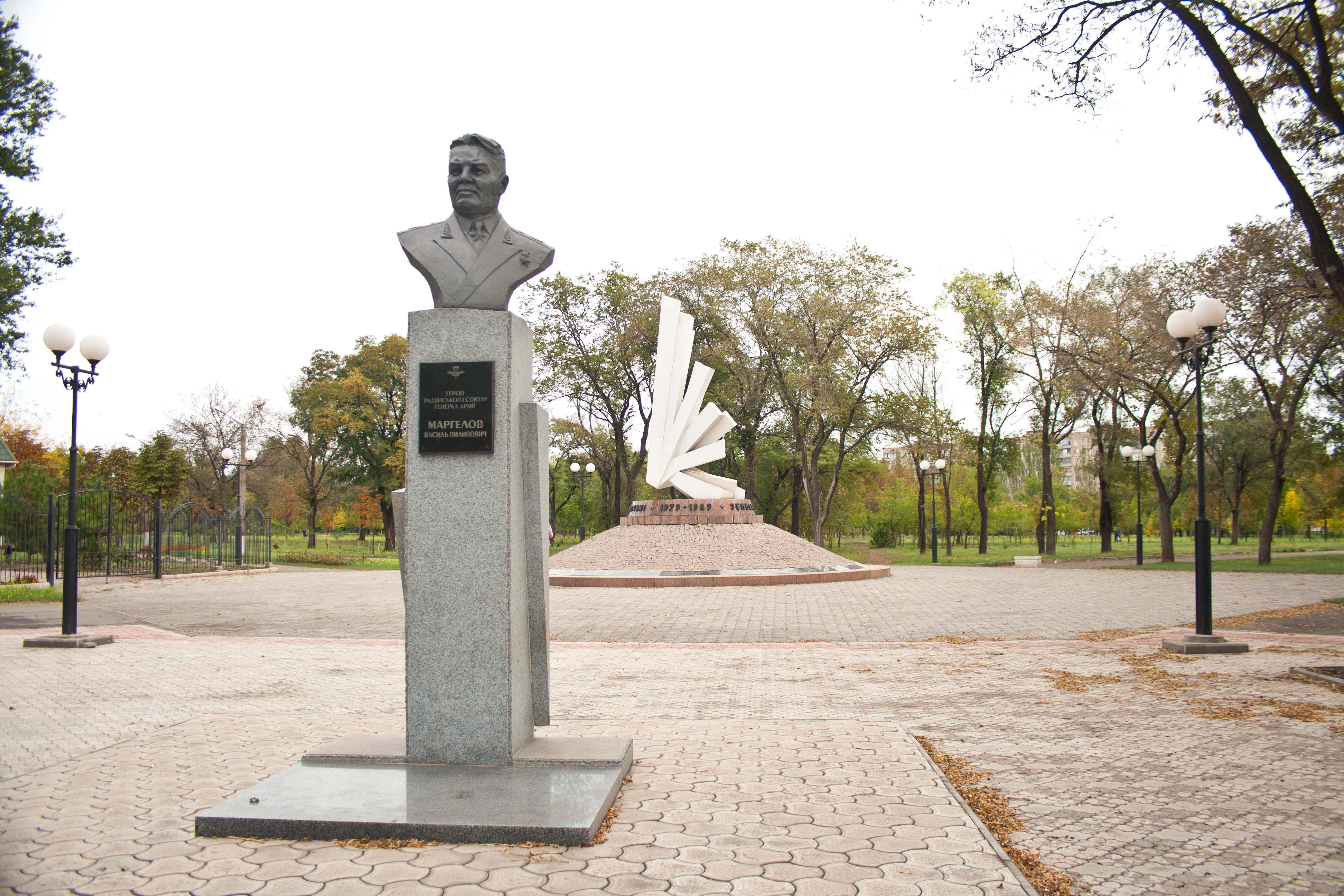
Погруддя В. П. Маргелова
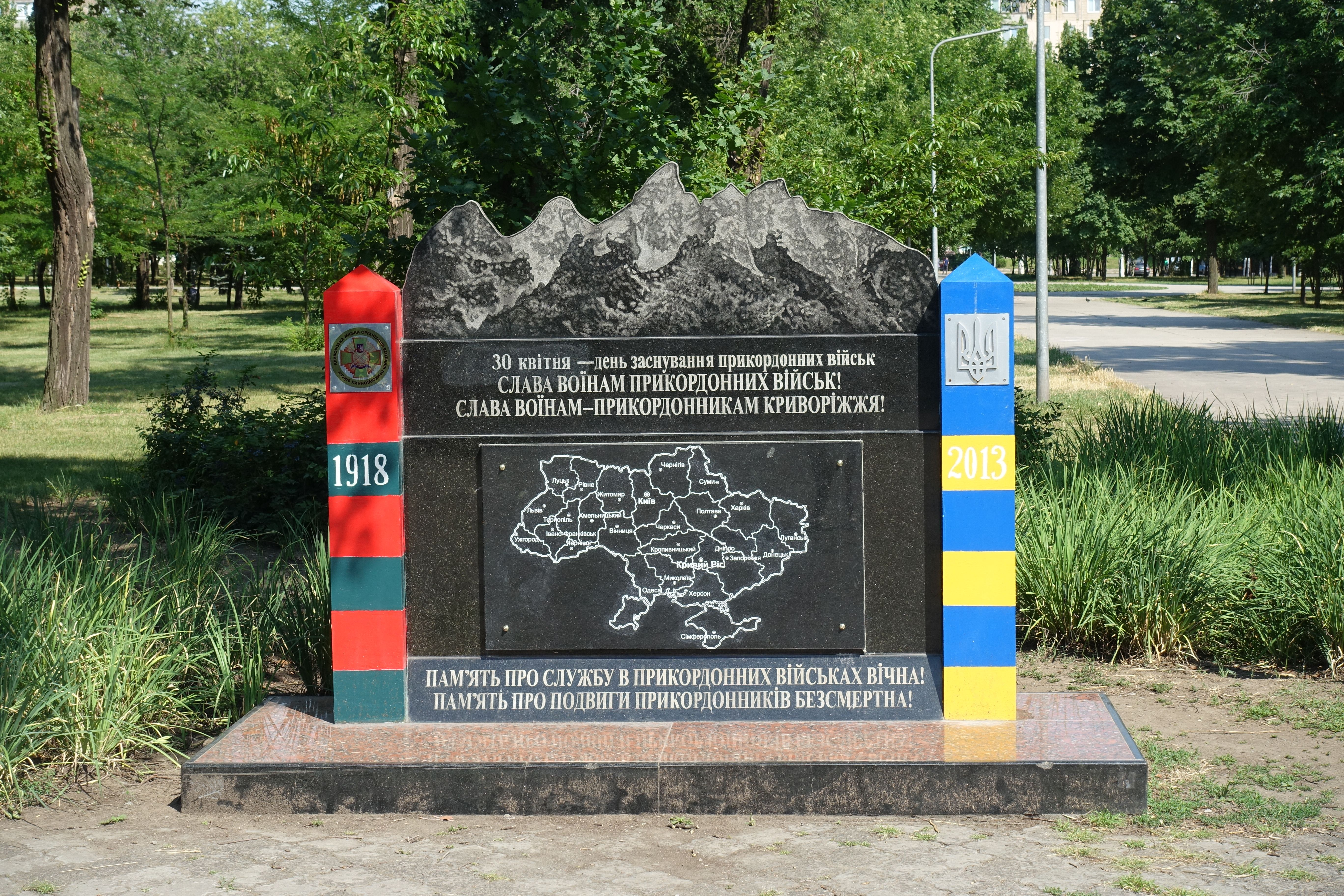
Пам'ятник прикордонникам
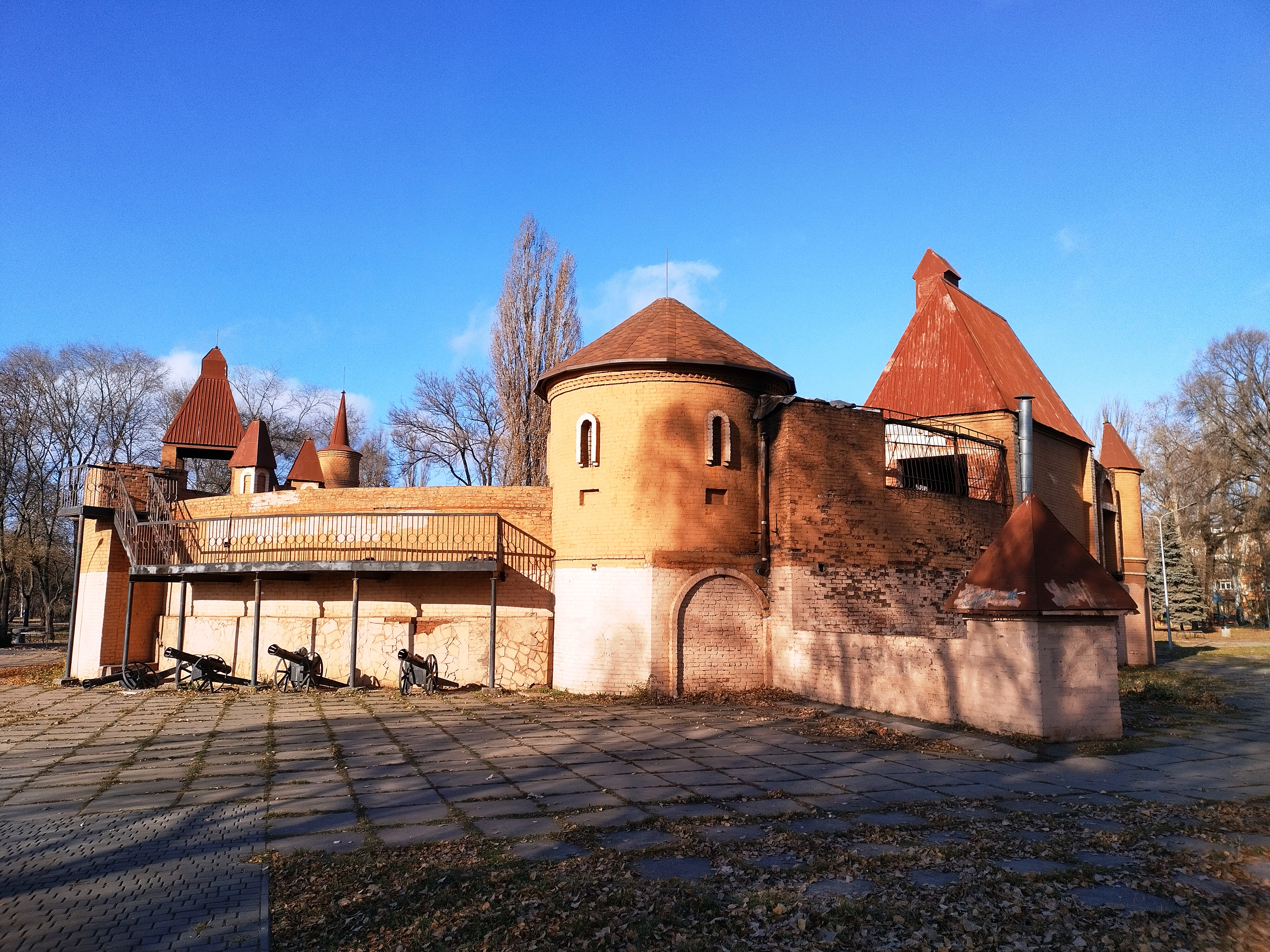
"Замок"
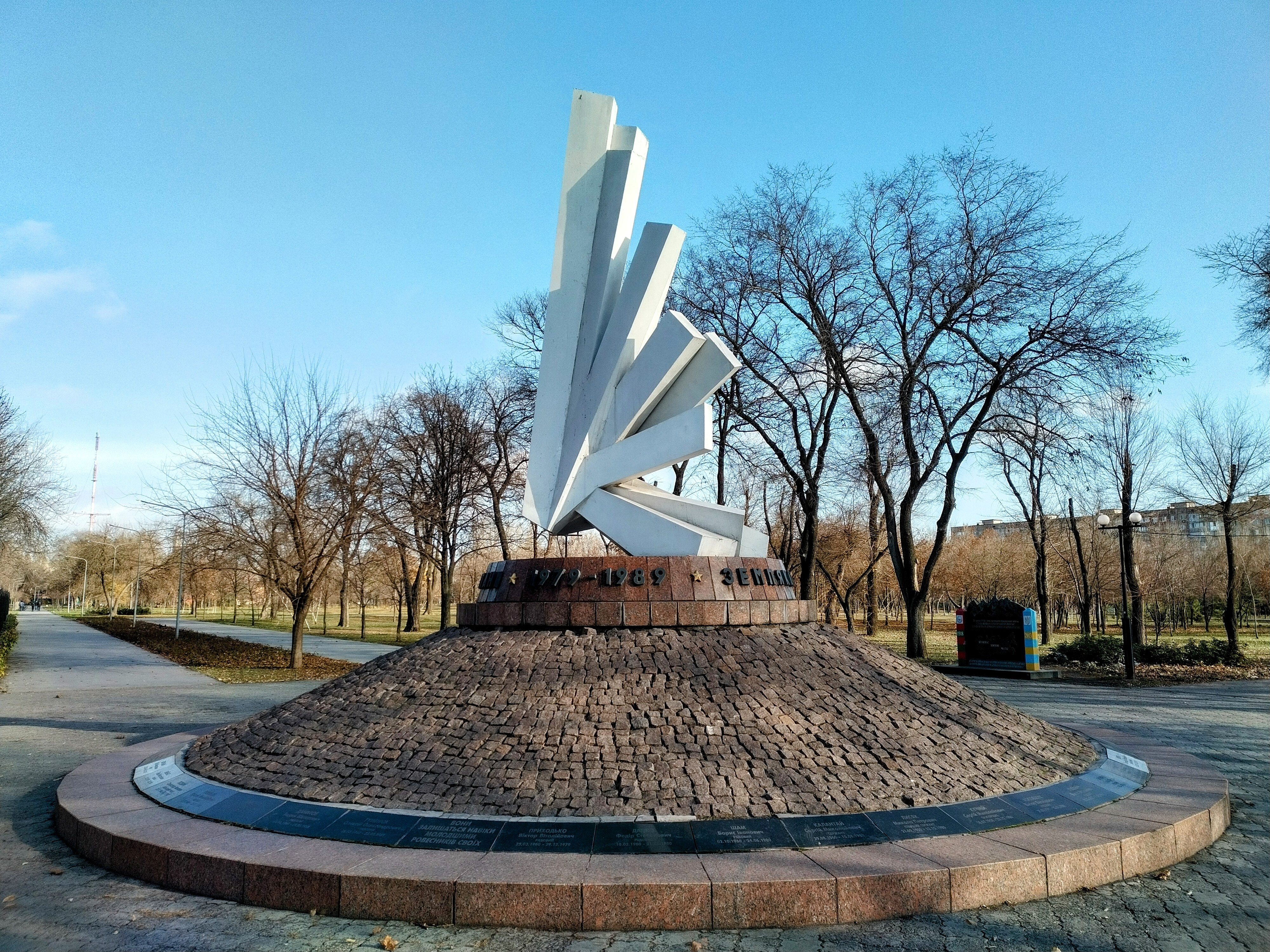
Меморіал воїнам-інтернаціоналістам Афганістану
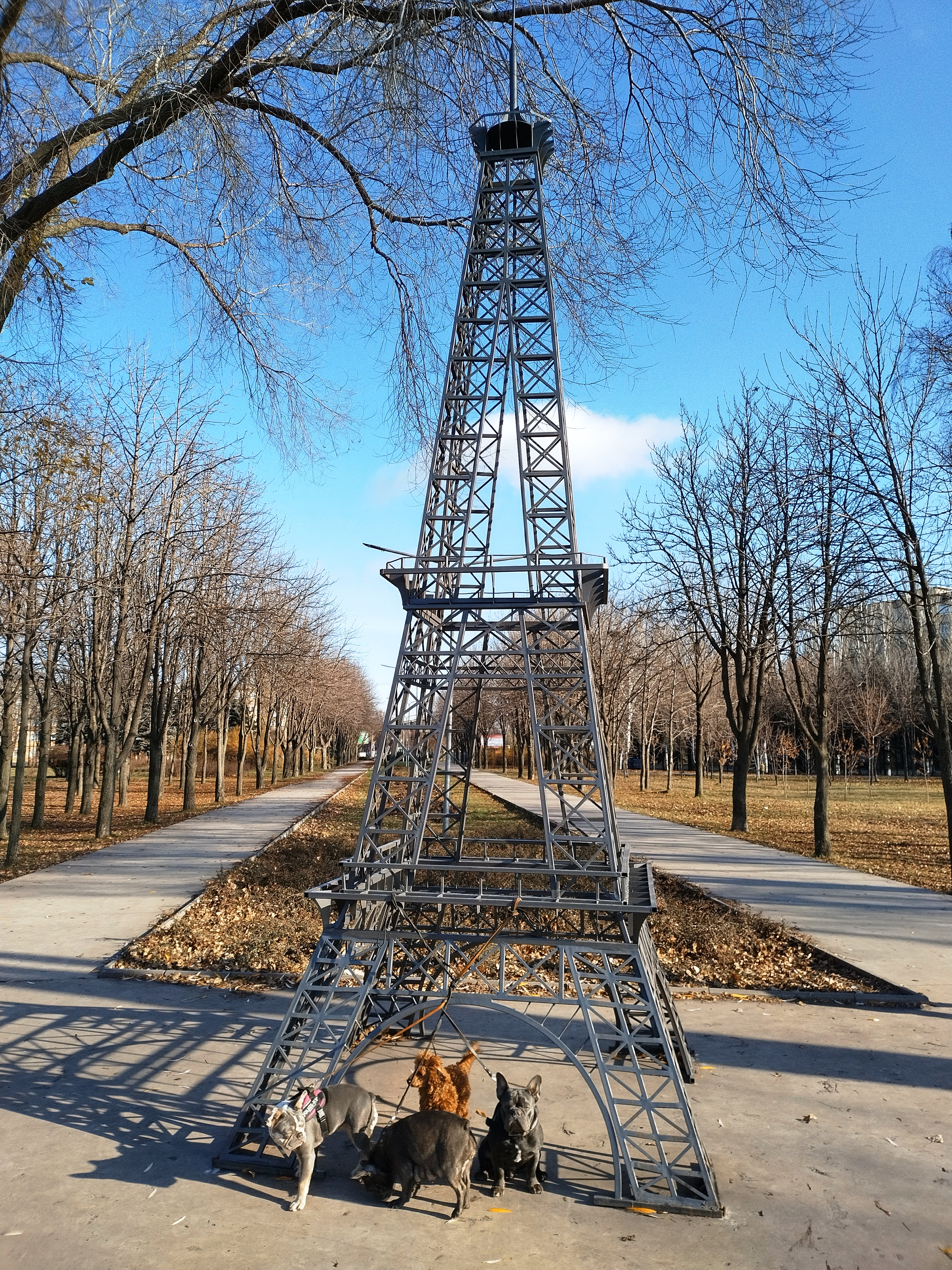
""Ейфелева вежа""

Напередодні виборів 2012 року у парку було облаштовано новий дитячий майданчик, 2015 року його було відремонтовано.
Влітку 2014 року старий радянський дитячий майданчик було демонтовано. Фортецю у парку було продано у приватну власність. Новий власник демонтував частину конструкцій будівлі. Там деякий час функціонувало кафе «Фортеця», але згодом збанкрутувало.

Парк до реконструкції
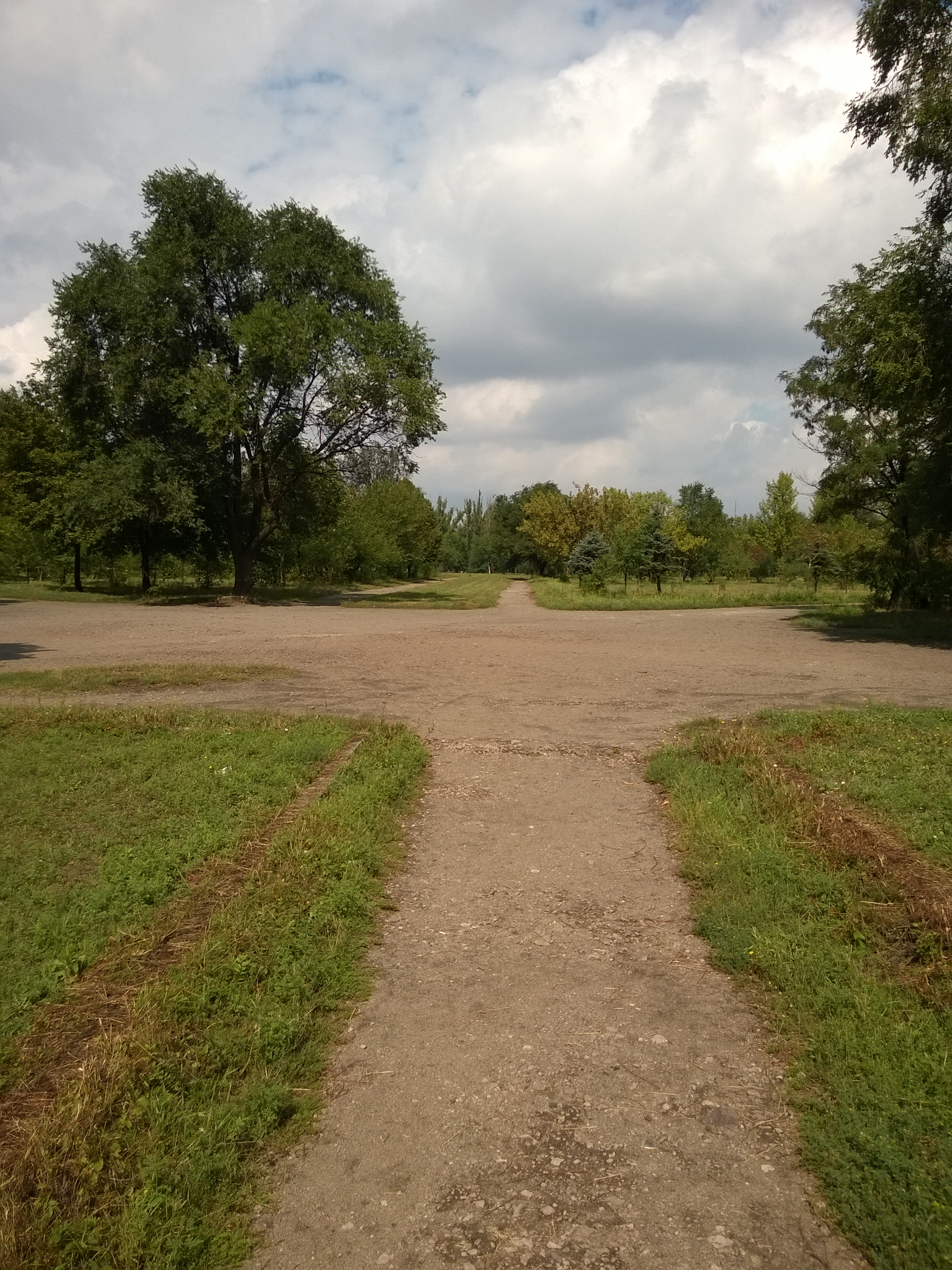
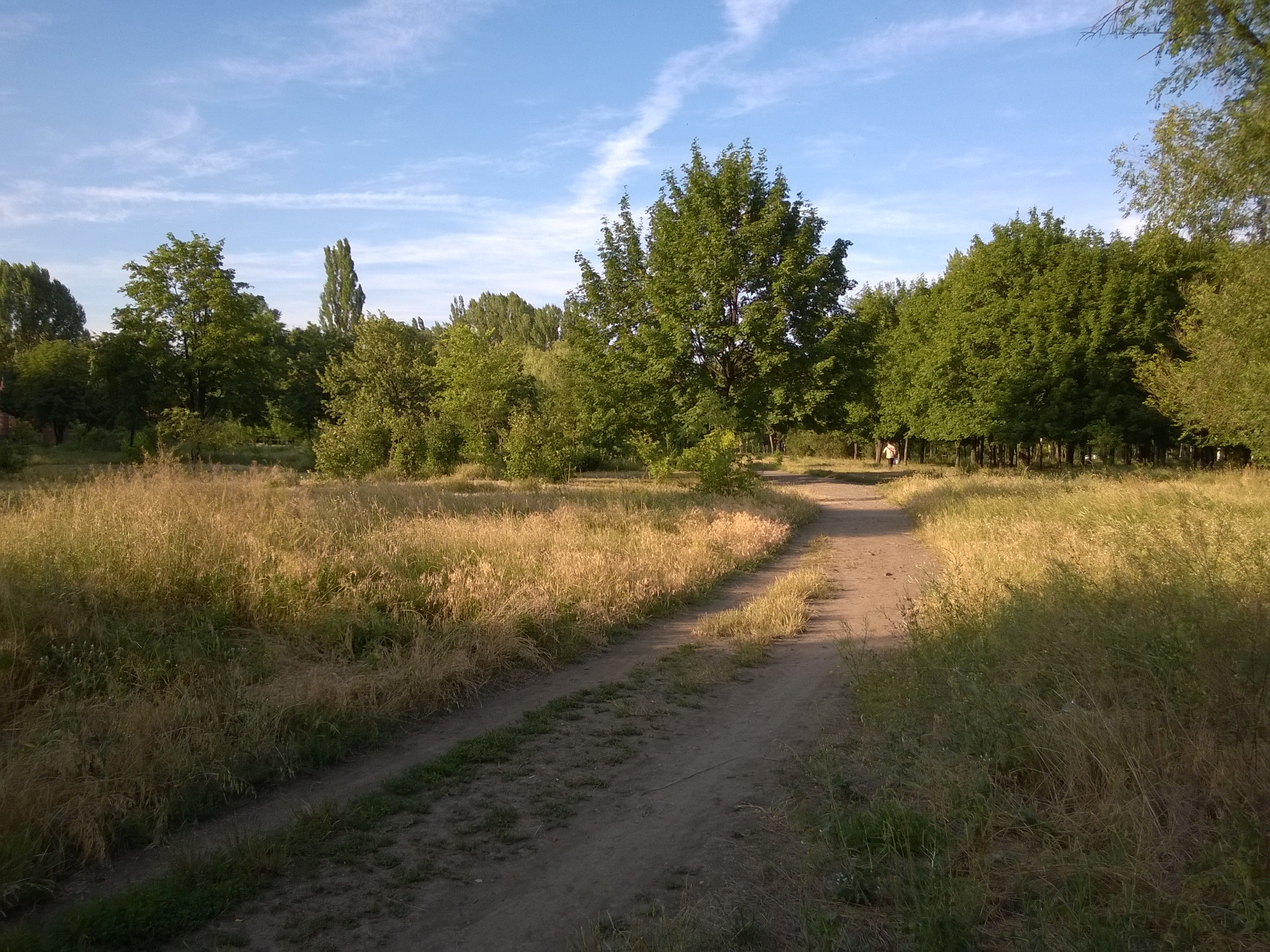
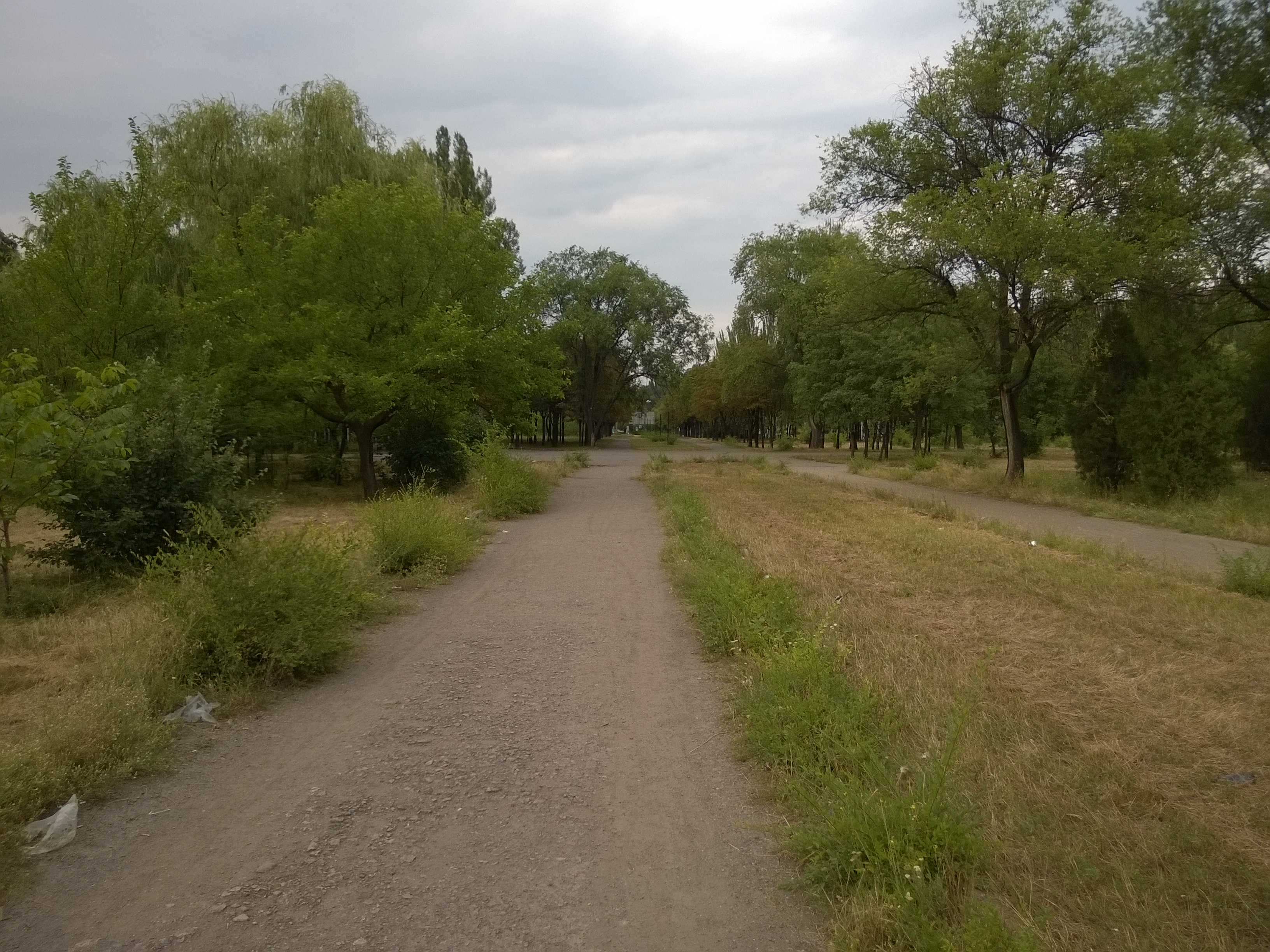
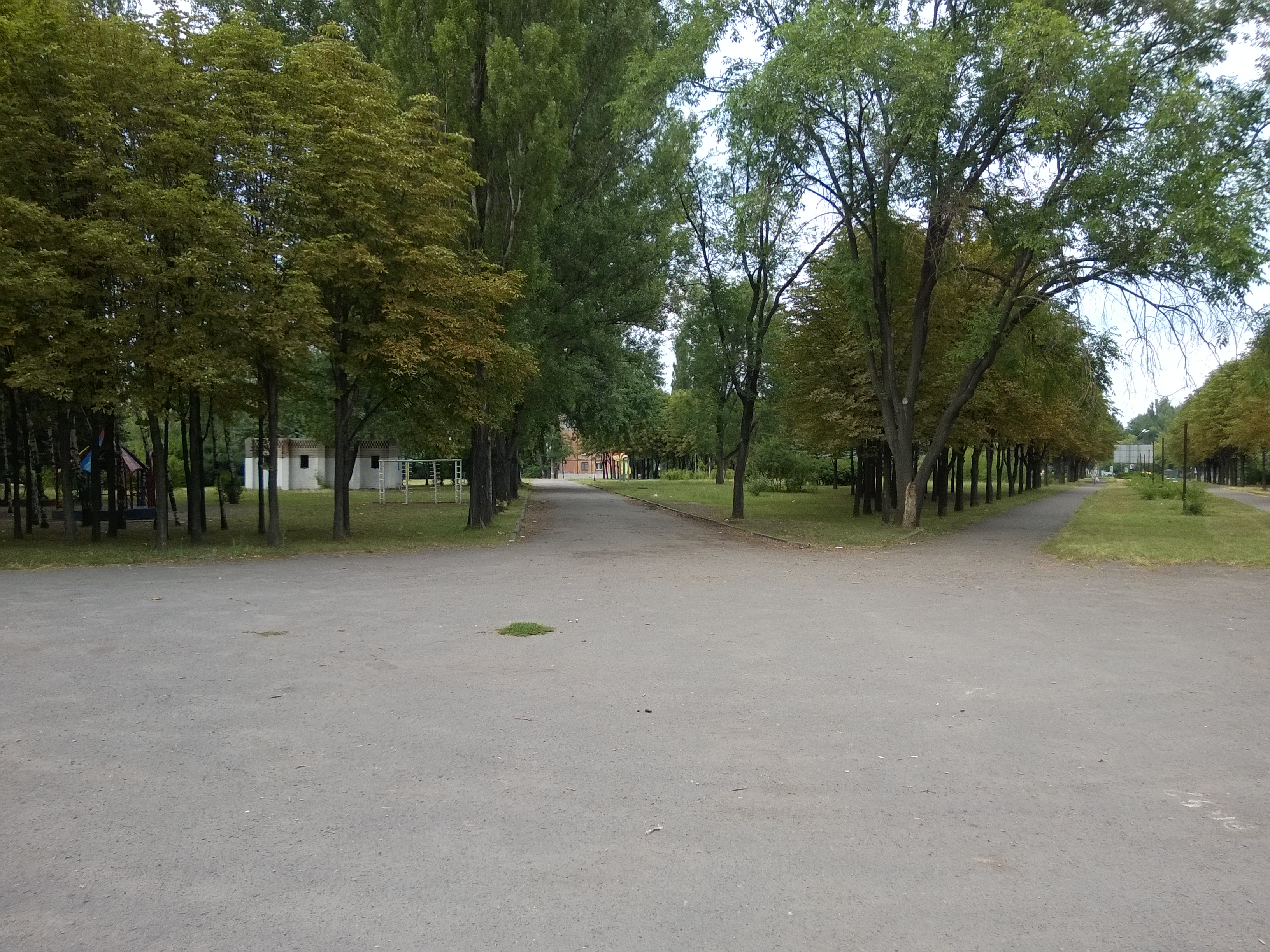
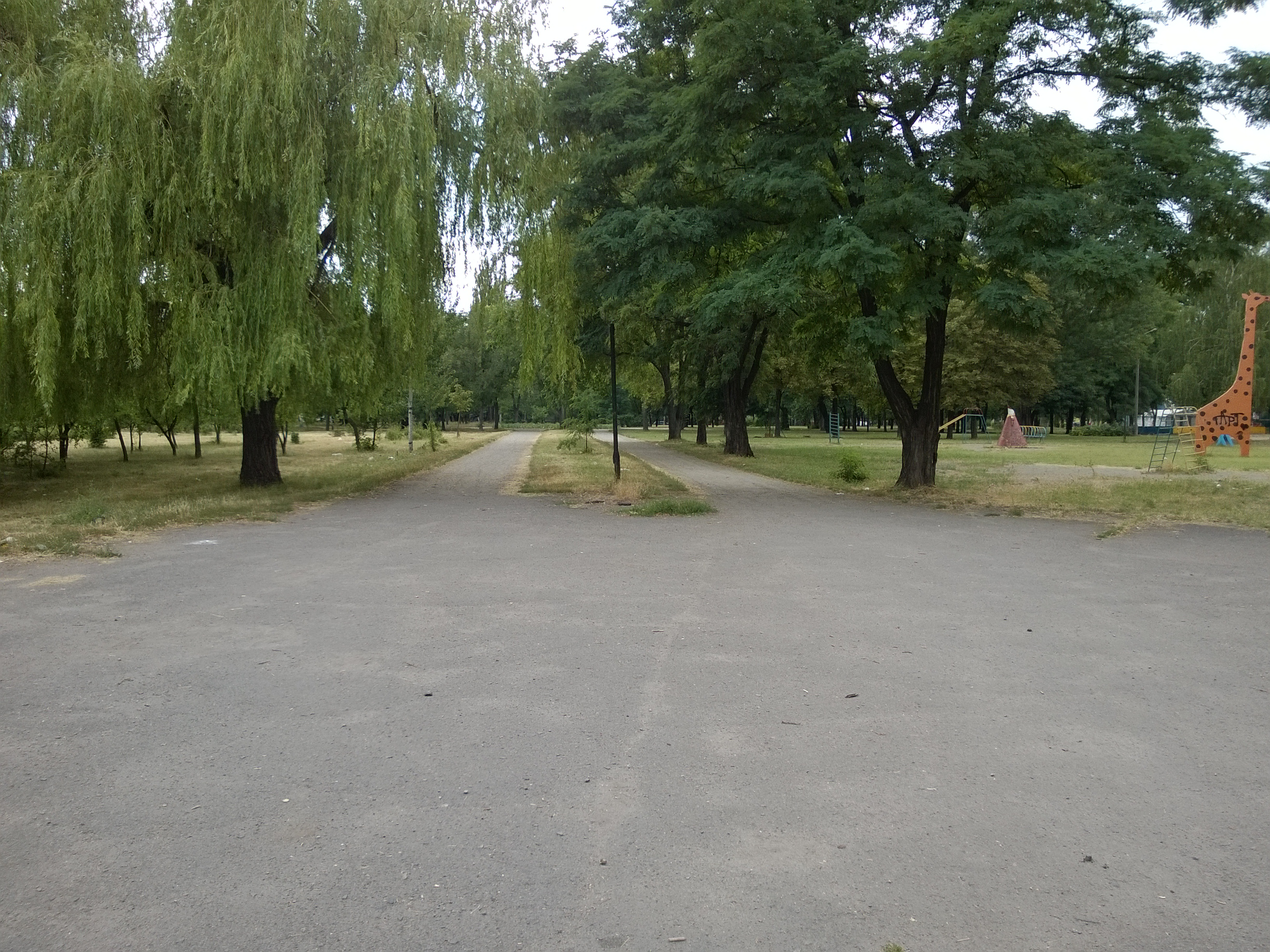

2015 року у парку почалася реконструкція, у ході якої було прокладено доріжки з твердим покриттям, встановлено ліхтарі, створено альпійську гірку у центральній частині парку. Реконструкція завершилася скандалом, оскільки заплановані роботи були виконані неякісно і не в повному обсязі. Однак після реконструкції у парку з'явилася охорона, було облаштовано клумби, висаджено алеї сакур і горобини, облаштовано майданчик для вигулу собак. Парк став активно використовуватися для проведення фестивалів, свят і різноманітних районних і міських заходів.
Влітку 2020 року після багаторічної відсутності у парку біло встановлено громадський туалет.
11 грудня 2020 року у парку з'явилася зменшена копія Ейфелевої вежі роботи криворізького майстра Андрія Рабенюка. Восени 2021 року вона була відреставрована.
2021 року на території фортеці у парку було облаштовано мотузковий парк.
Восени 2021 року у парку було облаштовані нові спортивні і дитячі майданчики.
2021 року одним з переможців конкурсу «Громадський бюджет» став проєкт спорудження у парку пам'ятника ліквідаторам аварії на ЧАЕС, який мають відкрити 2022 року.
На 2022 рік також було заплановано масштабну реконструкцію парку за рахунок обласного бюджету, на яку було виділено 87 млн грн. У парку Ювілейний мали створити аналог Урбан-парку, відкритого на ВДНГ у Києві, задля чого планувалося знищити значну частину зелених насаджень. Через воєнний стан реконструкцію відклали на невизначений термін.
У липні 2023 року мапу СРСР на пам'ятнику прикордонникам було замінено на мапу України.

## Галерея

Парк 2021 року
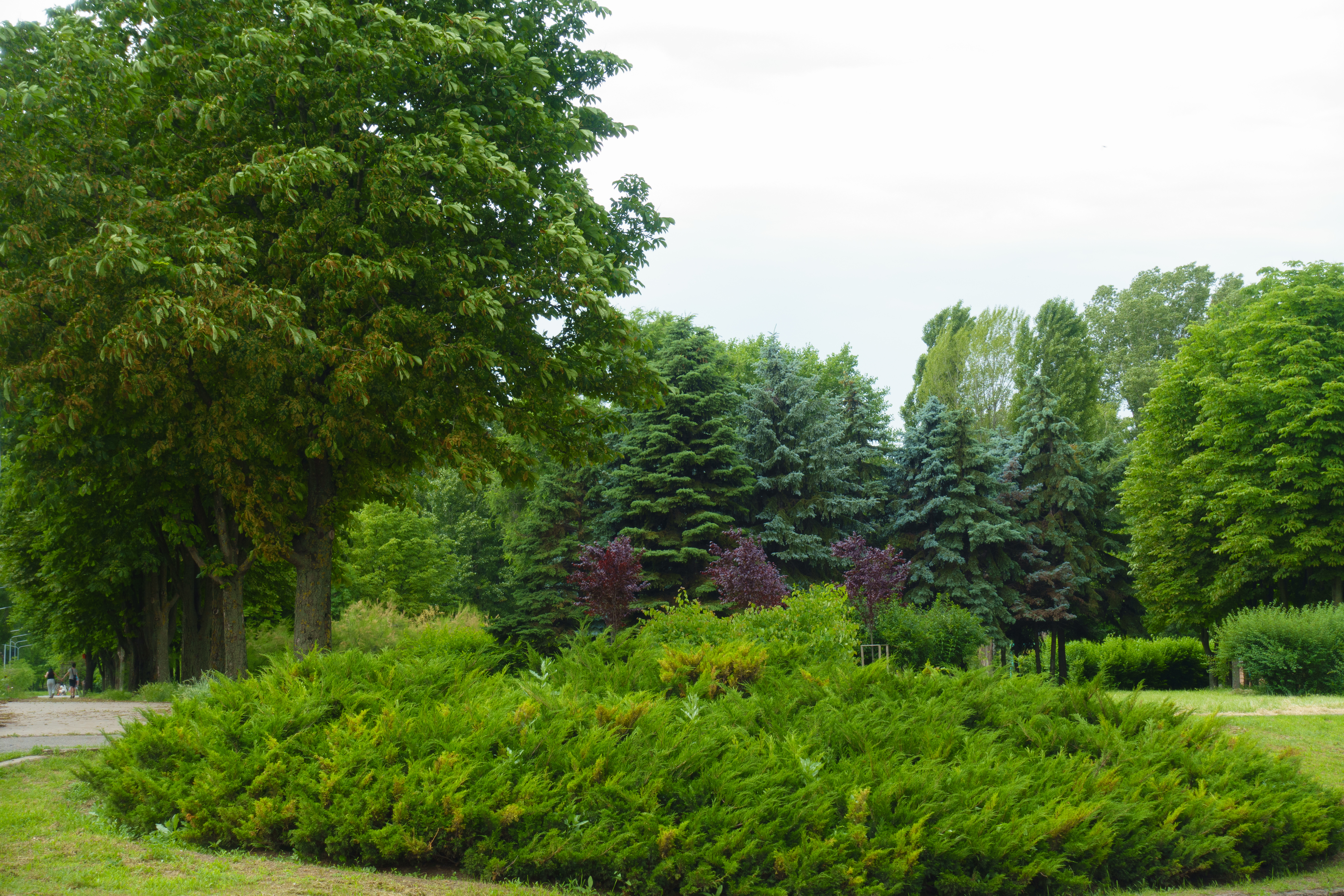
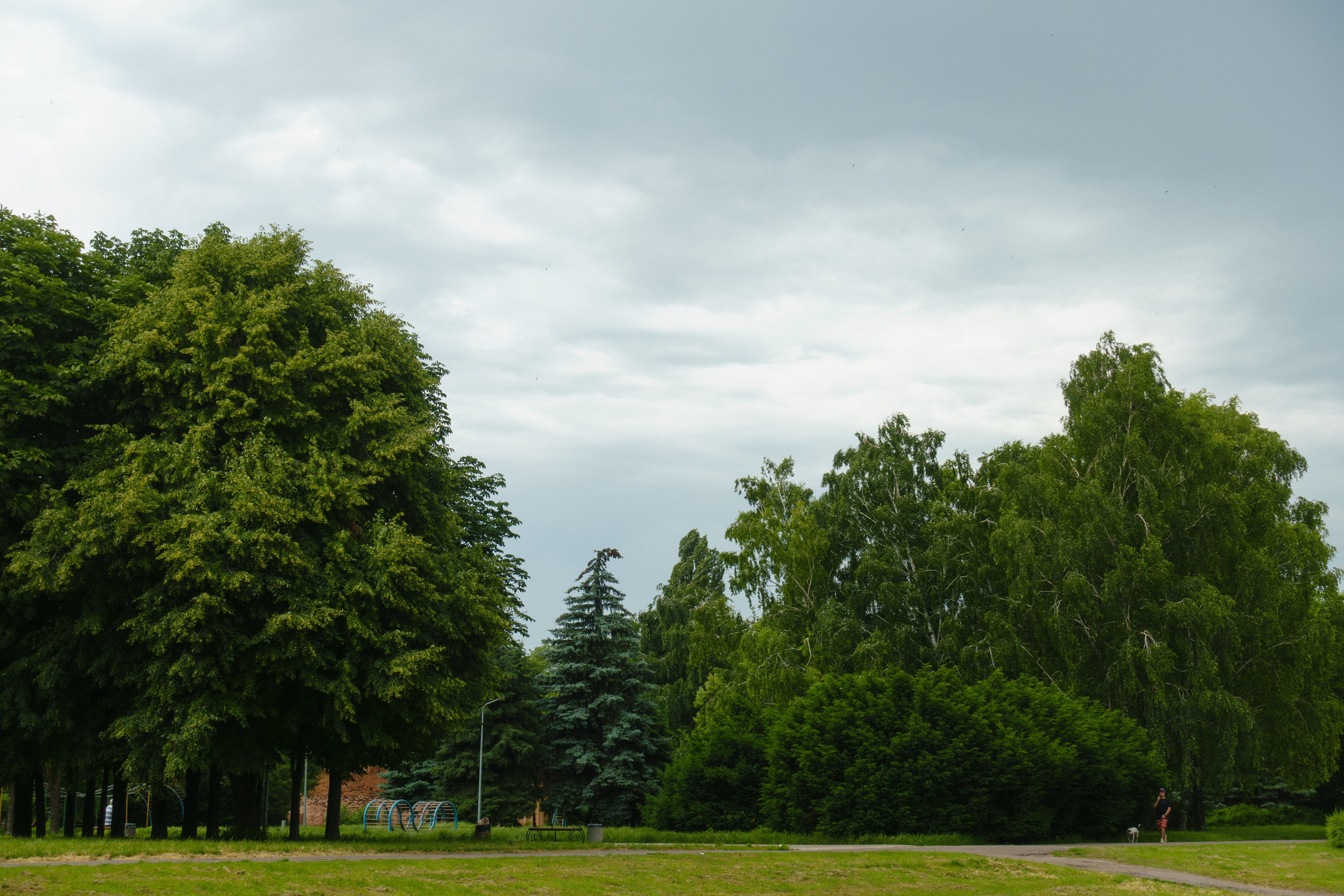
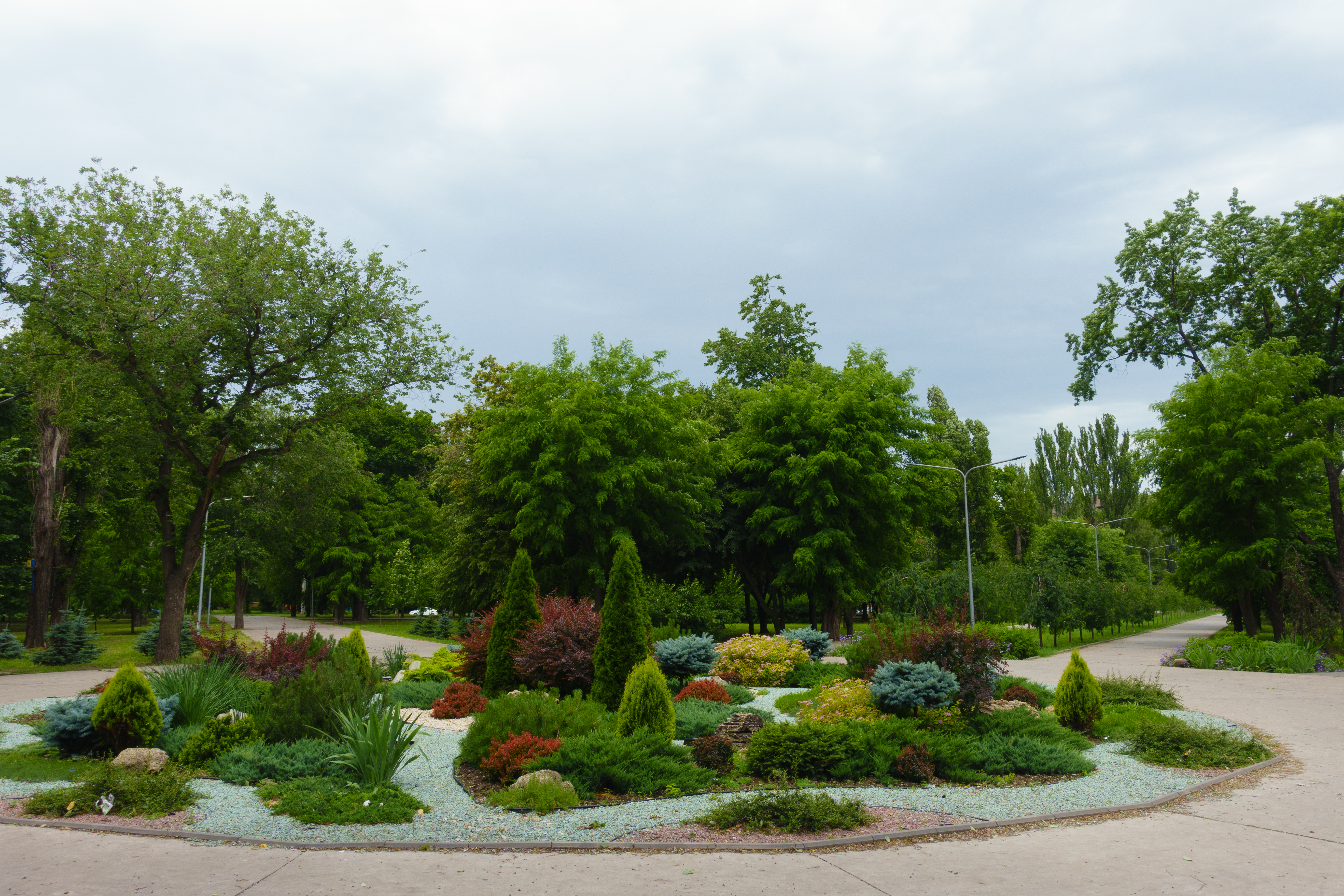
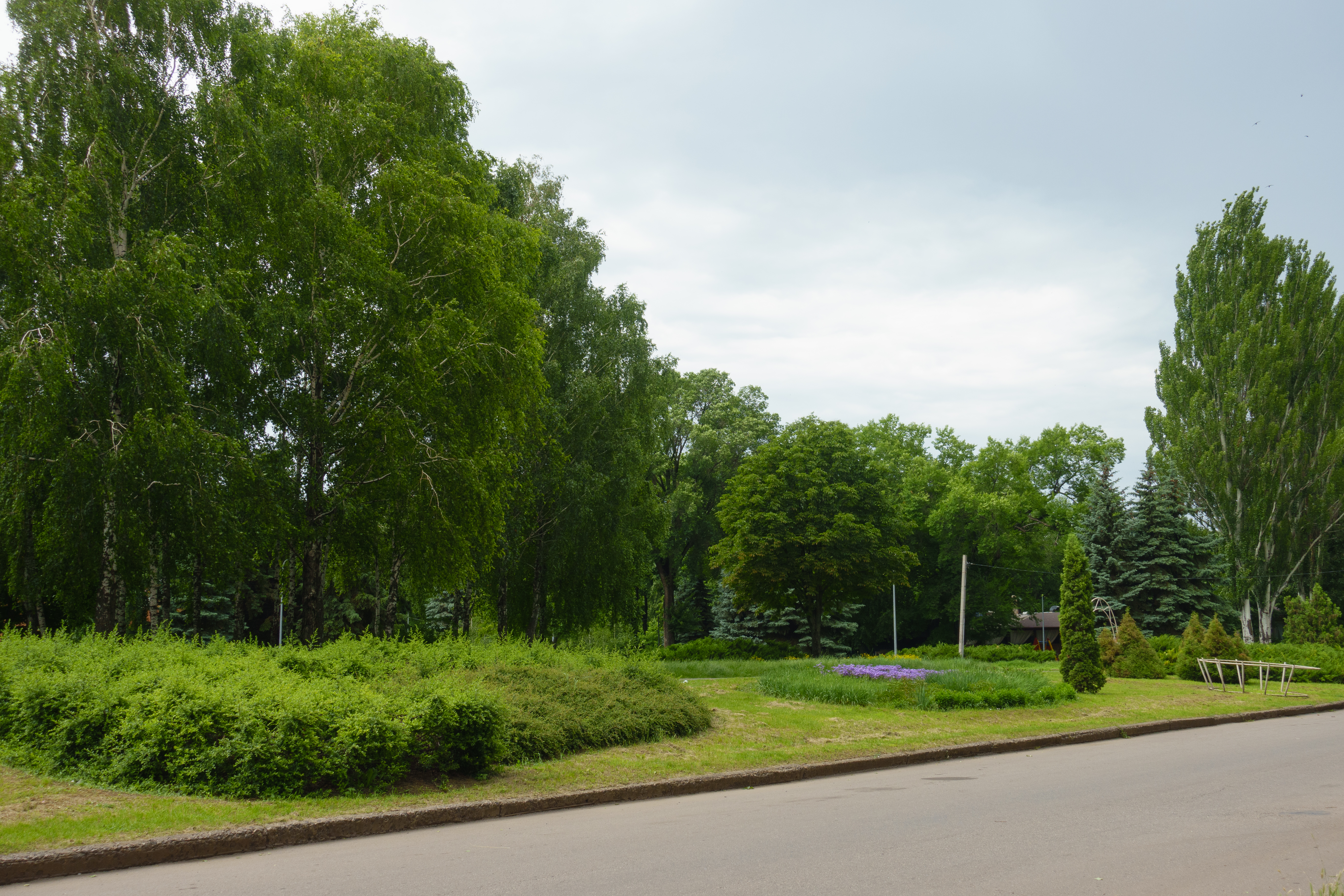